# Ford Motor Argentina
Die Ford Motor Argentina S.A. ist eine Niederlassung der Ford Motor Company und wurde 1913 in Buenos Aires als Ford Motor Company of Argentina gegründet. Das erste Produkt war das T-Modell, das 1917 aus von Ford USA gelieferten CKD-Sätzen montiert wurde. Heute ist das bekannteste Modell von Ford Argentinien der Focus. Früher wurde auch der Falcon, ursprünglich ein US-Modell, das 1961 in Argentinien eingeführt und an die dortigen Verhältnisse angepasst wurde.

## Geschichte
1913 tauchte Ford auf dem argentinischen Markt auf und 1917 wurde in Buenos Aires die erste Ford-Niederlassung in Südamerika aufgebaut. 1922 wurde ein Karosseriepress- und Montagewerk in La Boca eingeweiht. Damals wurden Ford-Automobile über ein Netz von 285 Händlern vertrieben. Es gab 400 Verwaltungsangestellte und angestellte Arbeiter. Später wurde das Werk wegen steigender Nachfrage auf 1.500 Arbeiter und Angestellte vergrößert.

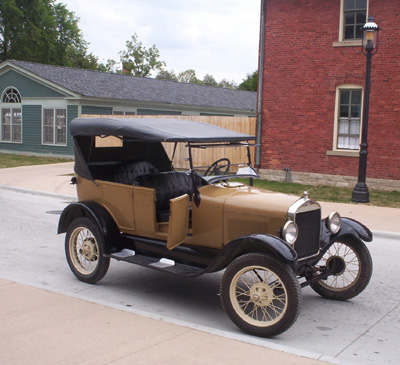
Ford Model T (1927)

1939 wurde mit Beginn des Zweiten Weltkrieges der Import von Fahrzeugen und Fahrzeugteilen eingestellt. Die Fertigung beschränkte sich auf die Fertigstellung bereits begonnener Wagen mit vorhandenen Teilen, aber zunehmende Nachschubschwierigkeiten erzwangen die Schließung der Fabrik. In dieser Zeit stellte Ford Batterien her und unterstützte seine Kunden mit dem Verkauf von Ersatzteilen und Zubehör, die in Werkstätten vor Ort gefertigt wurden. Diesem Umstand ist der spätere Aufstieg der argentinischen Zulieferindustrie zu verdanken.
1957 begann die Ford Motor Company of Argentina wieder mit der Fertigung in der Fabrik in La Boca; es wurden Nutzfahrzeuge der F-Serie hergestellt. Dieses Werk war 1925 zur Herstellung des T-Modells gebaut worden. Ab 1962 wurde die Fertigung der F-Serie in das Montagewerk in Pacheco verlegt. Die frühere Ford Motor Argentina S.A. wurde 1959 übernommen.

### Autolatina
1987 entstand Autolatina Argentinien aus dem Zusammenschluss von der Ford Motor Company of Argentina und Volkswagen Argentina. Beide Marken behielten ihre eigene Produktpalette, ihr Marketing- und Verkaufsnetz und ihre unabhängigen Händler und Werkstätten. Alle anderen Abteilungen wurden zusammengelegt, was zu wesentlichen Einsparungen führte, aber auch zu einer Personalreduzierung von fast 50 %. Die Verkaufszahlen und die Produktivität nahmen aber eine enttäuschende Entwicklung, sodass das Joint Venture 1994 wieder aufgelöst wurde. Am 1. Januar 1995 wurde die Ford Argentina S.A. erneut gegründet. Die Autolatina-Werke wurden aufgeteilt und Ford wurde Alleineigentümer des Werkes Pacheco, das für den Bau der Modelle Escort und Ranger umgerüstet wurde. Volkswagen erhielt das Nutzfahrzeugwerk und rüstete es für den Bau von PKWs um.
Im Dezember 1996 wurden alle Werke der Ford Motor Company of Argentina und After-Sales-Abteilung nach ISO 9002 zertifiziert und im April 1999 erhielt das Montagewerk Pacheco eine Zertifizierung nach ISO 14001.
Im August 2000 begann die Fertigung des Ford Focus in Pacheco. Dieser Wagen wurde von verschiedenen Journalistenverbänden als „Auto des Jahres“ in Argentinien ausgezeichnet.
Im Jahre 2000 hatte Ford einen Marktanteil von 14,9 % und war damit zweitgrößter Automobilhersteller in Argentinien. Die Marktanteile beliefen sich auf 13,4 % bei den PKWs und 18,9 % bei den Nutzfahrzeugen. Letzter sicherte Ford den ersten Platz bei den Nutzfahrzeugherstellern mit einer Jahresproduktion von 56.300 Einheiten. Ebenfalls den ersten Platz belegte Ford im Export. 2007 war der Marktanteil von Ford auf 12,8 % gesunken, was ihm den dritten Platz nach Peugeot-Citroën (28,5 %) und General Motors (20,5 %) eintrug. Die Jahresproduktion betrug über 64.000 Einheiten.
Nach über 95 Jahren Präsenz in Argentinien ist Ford eine hochgeschätzte Marke mit sehr gutem Image. Ford wurde zur Marke des Jahrhunderts gewählt. In seinen Werken wird für den nationalen Markt und für den Export produziert. Die Exportquote ist hoch, und so zählt Ford zu wichtigsten Exporteuren von Argentinien.

### Die Rolle von Ford im Schmutzigen Krieg Argentiniens
Die Ford Motor Company of Argentina wurde wegen der Zusammenarbeit mit dem diktatorischen Militärregime in den Jahren 1976–1983 angeklagt, weil sie aktiv bei der politischen Unterdrückung von Intellektuellen und Dissidenten durch das Regime mitgeholfen hatte. Es konnte aber nichts bewiesen werden und die Firma lehnte jede Verantwortung ab.
In einem Prozess, der 1996 von den Angehörigen von ca. 600 argentinischen Staatsangehörigen angestrengt wurde, die während des „Schmutzigen Krieges“ verschwanden, wurden Beweise erbracht, die den Verdacht bestätigten, dass ein großer Teil dieser Repressalien von Ford und anderen großen Wirtschaftsunternehmen geführt wurde. Laut einem 5.000-Seiten-Bericht erstellten Direktoren von Ford Listen „subversiver“ Arbeiter und gaben sie an militärische Einsatztruppen weiter, die in den Werken agieren durften. Diese Gruppen entführten, folterten und töteten vermutlich Arbeiter – zeitweise vermutlich sogar in den Werken selbst. Die Firma aber lehnte jegliche Verantwortung ab.
In einem zweiten Prozess wurde ein Bericht der Central de los Trabajadores Argentinos (CTA) (= argentinische Gewerkschaft) vorgetragen und Zeugen, die ehemals bei Ford gearbeitet hatten, bestätigten, dass das argentinische Werk der Gesellschaft von 1976 bis 1978 als Internierungslager diente und dass die Geschäftsleitung dem Militär den Bau eigener Bunker auf dem Werksgelände gestattete. Die Gesellschaft lehnte aber wiederum jede Verantwortung ab.

## Stationen der Firmengeschichte
- 1913: Ford taucht auf dem argentinischen Markt auf. Dies ist die erste Niederlassung in Lateinamerika und die zweite weltweit nach Großbritannien.
- 1917: Die Einfuhr von CKD-Sätzen zur Montage in Buenos Aires beginnt.
- 1925: Das erste lateinamerikanische Ford-Werk wird eröffnet und beginnt mit dem Bau des T-Modells.
- 1927: Das 100.000. Ford-T-Modell wird in La Boca gebaut.
- 1928: Das A-Modell kommt heraus.
- 1932: Der Ford V8 wird vorgestellt und bis 1942 gebaut.
- 1945–1947: Ford baut erstmals nach dem Krieg wieder zivile Fahrzeuge.
- 1957: Pritschenwagen der F-Serie werden in La Boca hergestellt.
- 1961: Die Fahrgestelle für den Pritschenwagen F-600 und den Bus B-600 werden gebaut.
- 1961: Die Produktion des Falcon beginnt in La Boca.
- 1962: Das Montage- und Karosseriepresswerk Pacheta wird eingeweiht.
- 1961–1991: Der Falcon wird in Argentinien hergestellt und vertrieben.
- 1962: Pritschenwagen der F-Serie werden in Pacheco gebaut.
- 1965: Die Henry Ford Technical School wird gegründet.
- 1967: Ford übernimmt die Gießerei Metcon und das Getriebewerk Transax.
- 1967: Der Fairlane wird in Argentinien hergestellt und vertrieben.
- 1974: Der Ford Taunus kommt heraus.
- 1977–1984: Ford wird größter Automobilhersteller Argentiniens und erreicht 1982 einen Marktanteil von 38 %.
- 1979: Der Ford Falcon wird mit 28.522 Einheiten Argentiniens meistverkauftes Auto und kann diesen Erfolg sechs Mal wiederholen.
- 1982: Das Montagewerk für Nutzfahrzeuge wird eingeweiht.
- 1982: Der 1.000.000. in Argentinien hergestellte Ford ist ein Taunus. Der Ford-Marktanteil steigt auf 38 %.
- 1984: Der Ford Sierra kommt heraus.
- 1987: Ford und Volkswagen gründen das Joint Venture Autolatina. / Der Ford Escort kommt heraus.
- 1991: Der Ford Falcon wird nach 30 Jahren und über 490.000 Exemplaren eingestellt.
- 1994–1995: Alle Ford-Werke in Argentinien erreichen die Qualitätsstufe Q1.
- 1994: Der Ford Orion kommt heraus.
- 1975–1995: Ford ist 20 aufeinander folgende Jahre lang Marktführer bei Nutzfahrzeugen.
- 1995: Das Joint Venture Autolatina wird aufgelöst. / Das Nutzfahrzeugwerk und der Getriebebau Transax verbleiben bei Volkswagen.
- 1996: Die Ford Argentina S.A. wird wiedergegründet. / Die Zertifizierung nach ISO 9002 wird erreicht. / Der Ford Ranger kommt heraus.
- 1997: Ford wird in Argentinien zur “Marke des Jahrhunderts” gewählt. /  Ford ist größter Exporteur Argentiniens.
- 1998: Der 2.000.000. Ford wird ausgeliefert.
- 1999: Die argentinischen Ford-Werke werden nach ISO 14.001 zertifiziert.
- 2000: Die Fertigung des Focus in Argentinien beginnt. / Der Focus wird “Auto des Jahres”. / Der Verkauf von Mazda als eigene Marke durch Ford Argentinien beginnt.
- 2001: Der Verkauf von Volvo und Land Rover als eigene Marken durch Ford Argentinien beginnt.
- 2007: Ford investiert US-$ 156,5 Mio. in das Werk Pacheco[6].
- 2010: Ford Focus Mk. II, Ford Sigma, Ford Kuga und der neue Ford Ecosport y Fiesta werden produziert.

## Montierte und gefertigte Modelle (in chronologischer Reihenfolge)

### PKW
- Ford Modell T montiert (1917–1925)
- Ford Modell T gefertigt (1925–1928)
- Ford Modell A (1928–1932)
- Ford V8 (1932–1942)
- Ford Falcon (1962–1991)
- Ford Fairlane (1969–1979)
- Ford Taunus (1974–1983)
- Ford Sierra (1984–1993)
- Ford Escort (1987–2002)
- Ford Orion (1994–1997)
- Ford Galaxy (1992–1996)
- Ford Mondeo (1995–2022)
- Ford Ka (1997–2021)
- Ford Focus (1999–2019)

### Nutzfahrzeuge
- Ford F-250 Fahrgestell
- Ford F-350 Fahrgestell
- Ford F-400 Fahrgestell
- Ford F-500 Fahrgestell
- Ford F-600 Fahrgestell (1959–????)
- Ford B-600 Fahrgestell (1959–????)
- Ford F-700 Fahrgestell
- Ford F-6000 Fahrgestell
- Ford F-7000 Fahrgestell
- Ford F-100 / F-150 Pritschenwagen (1957–1997)
- Ford F-150 / F-250 Pritschenwagen (2x4 / 4x4) (1980–1997)
- Ford Cargo 1722 (19??–heute)
- Ford Ranger (2x4 / 4x4) (1996–heute)

## Ford in Südamerika
In Südamerika sind die wichtigsten Niederlassungen in Brasilien, Argentinien und bei Ford Andina in Venezuela, Ecuador und Kolumbien. Ford hat über 18.000 Mitarbeiter und betreibt sieben Montage- und andere Werke in der Region.